# Anaconda (distribución de Python)
Anaconda es una distribución de software libre y de código abierto de los lenguajes Python y R, utilizada en ciencia de datos y aprendizaje automático (machine learning). Esto incluye procesamiento de grandes volúmenes de información, análisis predictivo y cómputos científicos. Está orientado a simplificar el despliegue y administración de los paquetes de software. 
Las diferentes versiones de los paquetes se administran mediante el sistema de gestión de paquetes conda, el cual lo hace bastante sencillo de instalar, ejecutar y actualizar software de ciencia de datos y aprendizaje automático como puede ser Scikit-team, TensorFlow y SciPy.
Su distribución es utilizada por 6 000 000 de usuarios[¿cuándo?] e incluye más de 250 paquetes de ciencia de datos válidos para Microsoft Windows, GNU/Linux y MacOS.